# Kapela Majke Božje u Dolu
Kapela Majke Božje u Dolu je rimokatolička građevina u mjestu Dolu, općina Krašić, zaštićeno kulturno dobro.

## Opis dobra
Proštenjarska kapela podignuta je iznad naselja na uskom platou usječenom u strminu brijega. Sagrađena je 1740.-67. godine na mjestu starije kapele kao jednobrodna građevina s tri bočne kapele uz sjeverni zid, užim pravokutnim svetištem, sakristijom uz svetište i masivnim oktogonalnim zvonikom s piramidalnom kapom ispred glavnog pročelja. Unutrašnjost je svođena bačvastim svodovima sa šiljastim susvodnicama te oslikana vedrim rokoko motivima, scenama iz Marijinog života i iluzionističkim slikanim oltarima u kapelama. Opremljena je raskošnim baroknim inventarom, oltarima i orguljama.

## Zaštita
Pod oznakom Z-1470 zavedena je kao nepokretno kulturno dobro - pojedinačno, pravna statusa zaštićena kulturnog dobra, klasificirano kao "sakralna graditeljska baština".